# فيدياس

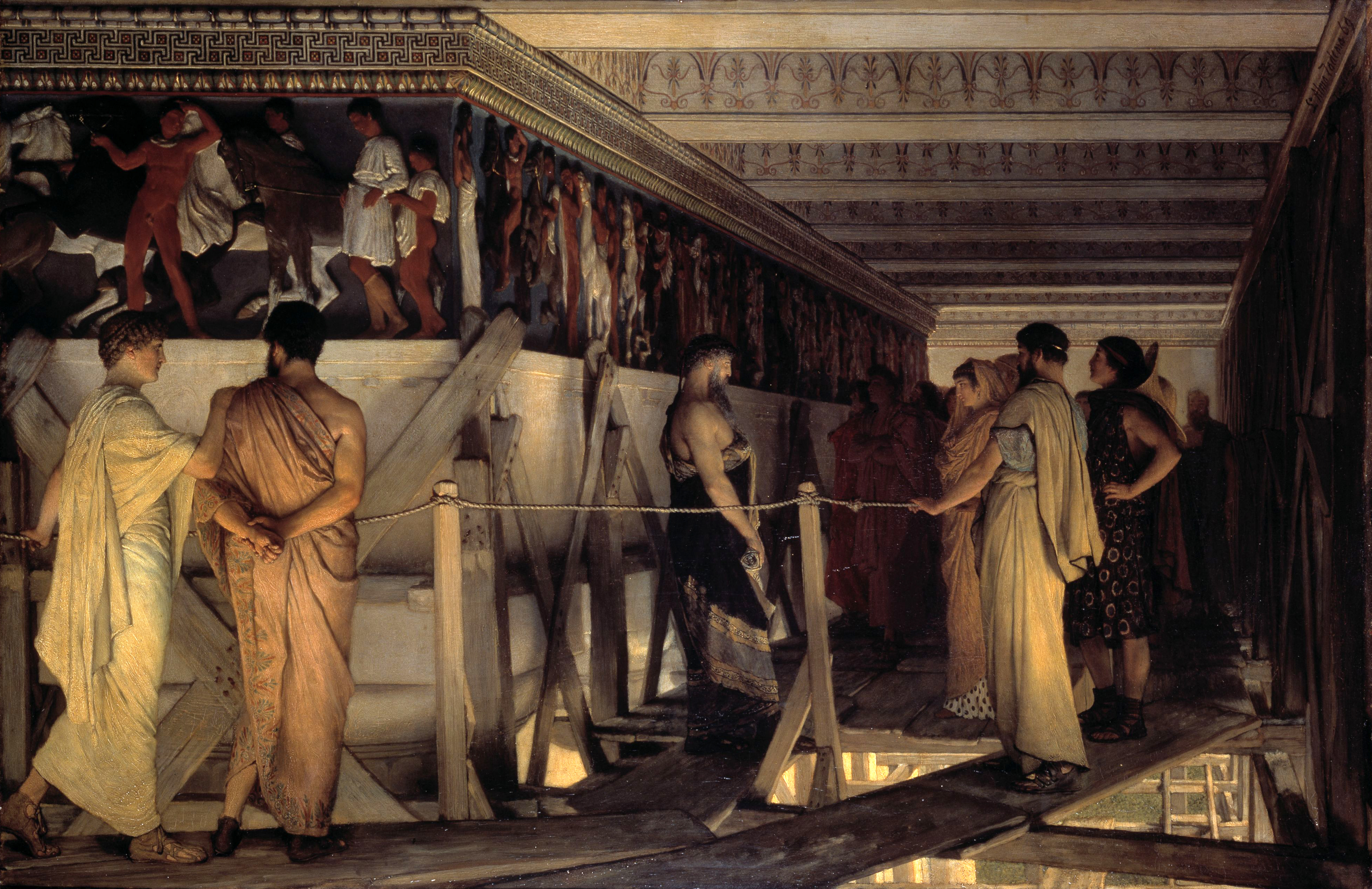
"فيدياس يعرض الإفريز في البارثينون على أصدقائه" بريشة السير لورينس تديما عام 1868

فيدياس (باليونانية: Φειδίας؛ حوالي 480 - 430 قبل الميلاد) هو نحات ورسام ومهندس معماري يوناني قديم. صنع تمثال زوس في أولمبيا الذي كان أحد عجائب الدنيا السبع في العالم القديم. صمم فيدياس أيضا تماثيل الإلهة أثينا على أكروبوليس أثينا، وبالتحديد أثينا بارثينوس داخل البارثينون، وأثينا بروماخوس، وهو تمثال برونزي ضخمة انتصب بينه وبين بروبيلايا،  وهي بوابة ضخمة كانت تمثل مدخل الأكروبول في أثينا. وهو ابن رجل يدعى خارميدس، اعتقد القدماء أن معلميه يدعون هيغياس وأجيلاداس.
تكلم بلوتارخ في سيرة بريكليس عن صداقته مع فيدياس، وذكر أن أعداء بريكليس حاولوا مهاجمته من خلال فيدياس، حيث اتهم بسرقة الذهب المخصص لبناء تمثال أثينا في البارثينون، وتصوير نفسه مع بريكليس على درع التمثال. على أن هذه الاتهامات، مع غيرها من الاتهامات التي وجهت ضد بريكليس، هي موضع شك.
غالباً ما يُنسب الفضل إلى فيدياس باعتباره المحرك الرئيسي للنحت اليوناني الكلاسيكي. ويعتبره معظم النقاد والمؤرخين اليوم أحد أعظم النحاتين اليونانيين القدماء.

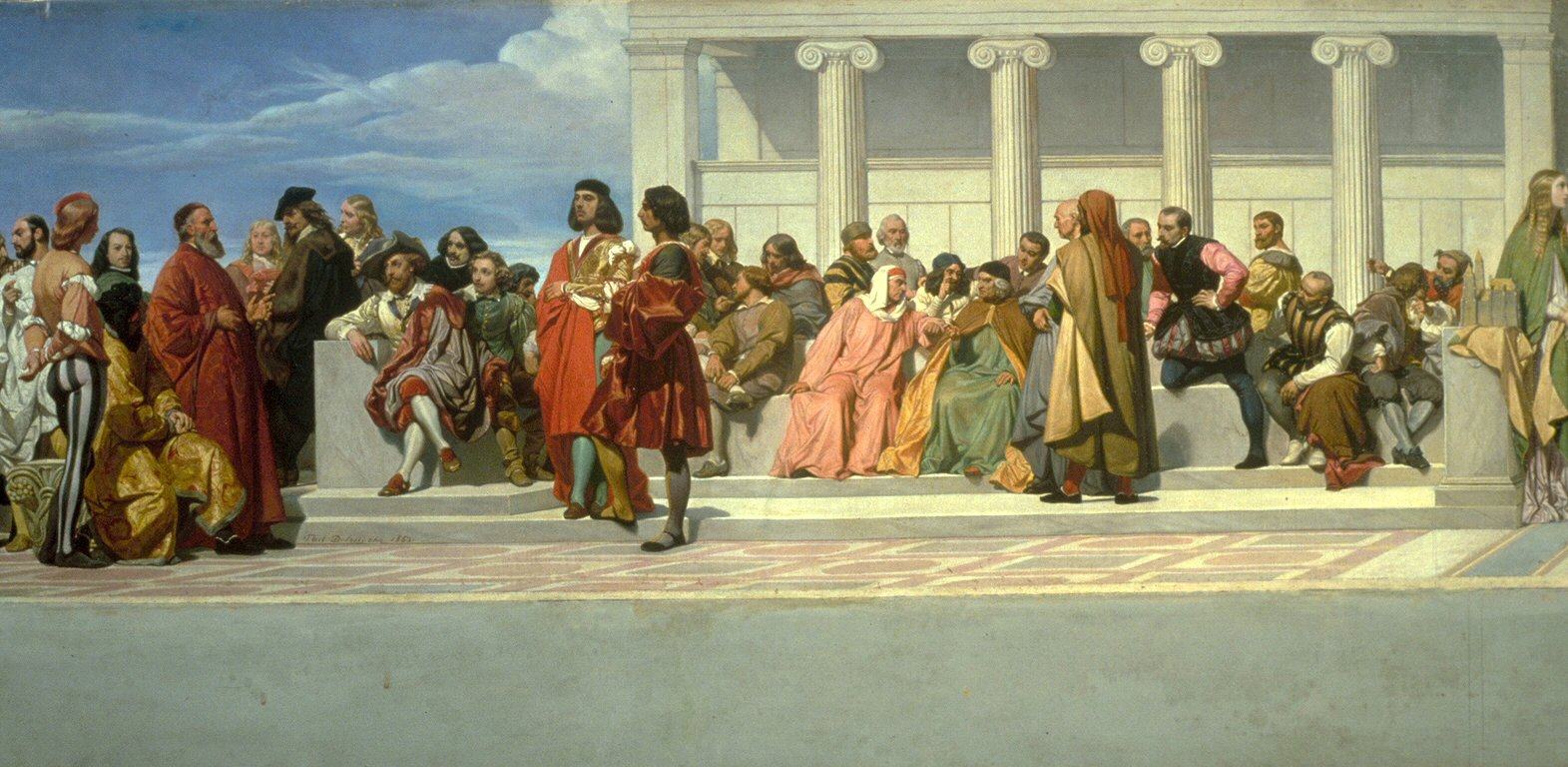
لوحة مقلدة للفنان تشارلز بيرانجيه، موجود في متحف والترز للفنون، وتصور فيدياس في مركز القاعة.

## الأعمال

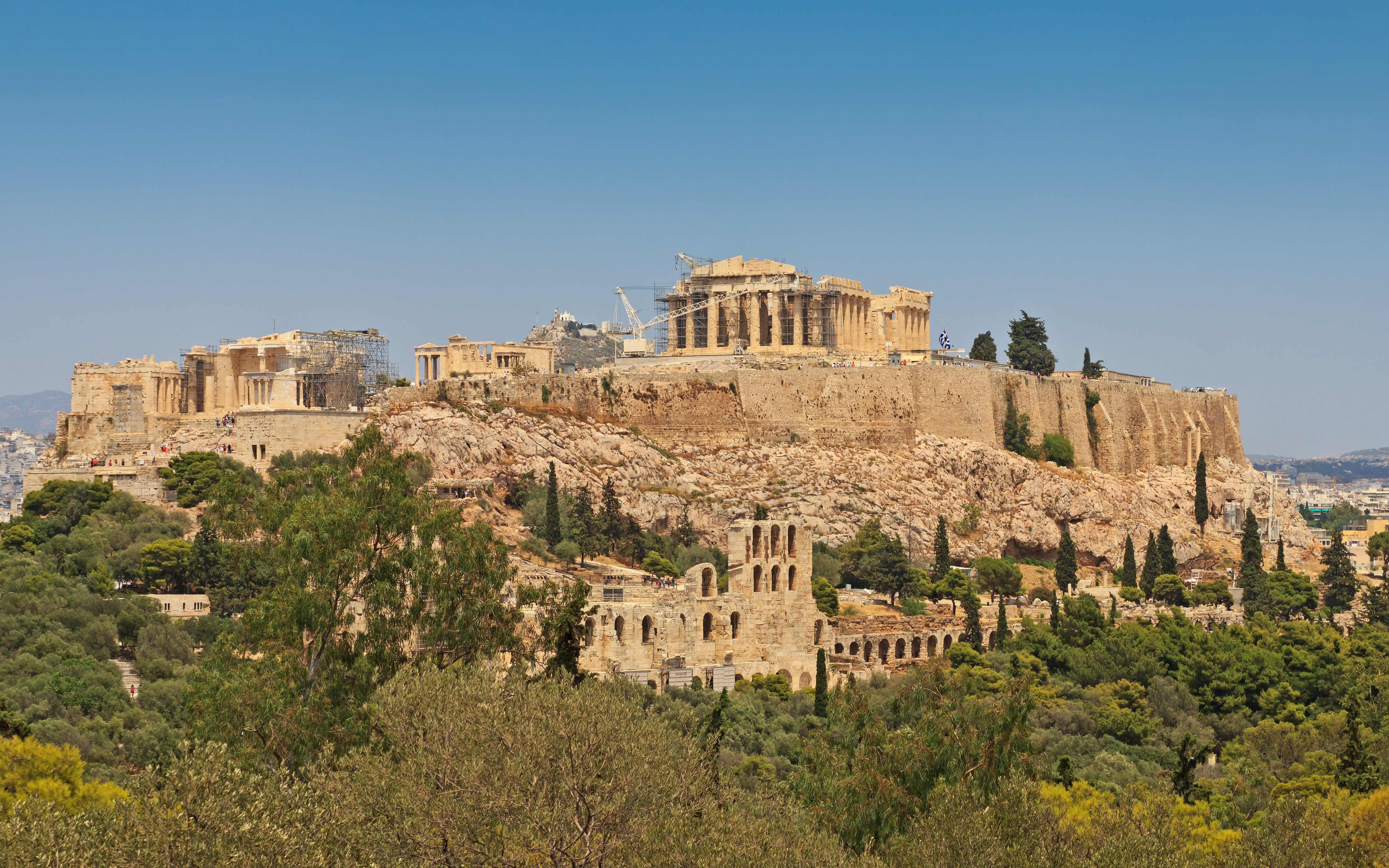
الأكروبول في أثينا

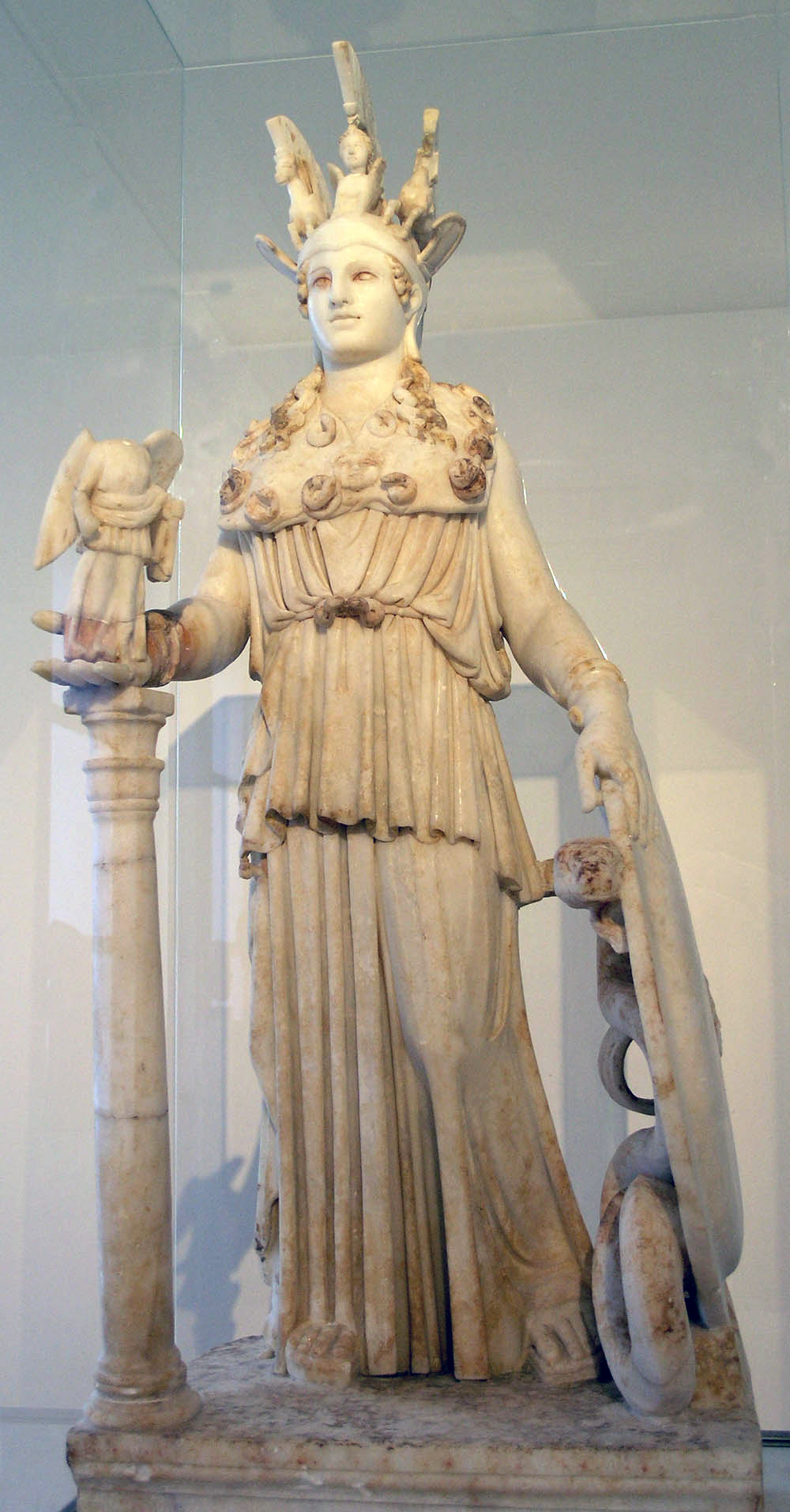
منحوتة رومانية القرن الثاني الميلادي وجدت بالقرب من مدرسة فارفاكيون تعكس أسلوب تمثال أثينا، موجودة في المتحف الأثري الوطني في أثينا

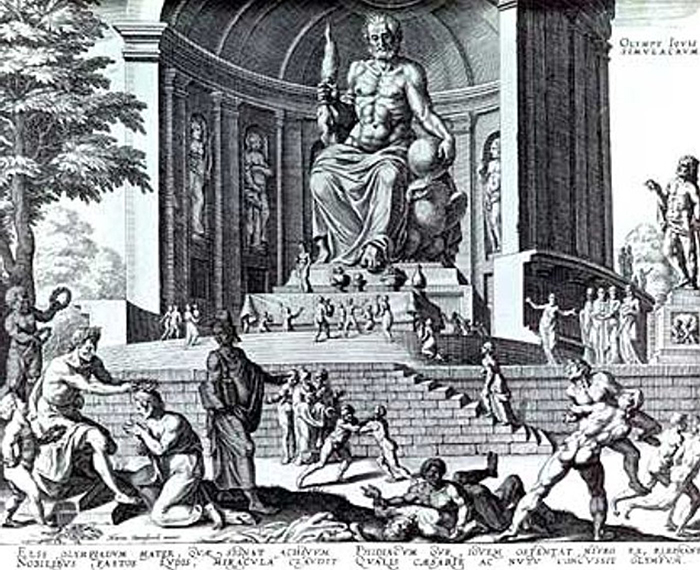
إعادة بناء تمثال زيوس لفيدياس، في نقش قام به فيليب جال في عام 1572، من رسم لفنان مارتن فان هيمسكريك

لا توجد أي أعمال أصيلة يمكن أن تُعزى إلى فيدياس بشكل مؤكد، ولكن هناك العديد من النسخ الرومانية بدرجات متفاوتة من الأمانة. لم يكن هذا غريبا، إذ أن جل اللوحات والمنحوتات اليونانية الكلاسيكية دمرت تقريباً، ولا توجد منها سوى نسخ رومانية أو ملاحظات، مثل مقاطع أفلاطون التي تتحدث عن أعمال فيدياس. كان الرومان القدماء ينسخون الفن اليوناني ويطورونه بشكل متكرر.
اشتهر فيدياس في العصور القديمة بتماثيله من البرونز وأعماله الكريسيلفانتين (التماثيل المصنوعة من الذهب والعاج). يزعم أفلاطون في حوار هيبياس الأكبر أن من النادر أن قام فيدياس بصنع تماثيل من الرخام، إن فعل هذا أصلا، رغم أن العديد من التماثيل في عصره صنعت من الرخام. يذكر بلوتارخ أنه أشرف على الأعمال العظيمة التي أمر بها بريكليس في الأكروبوليس. ينظر النقاد القدماء نظرة احترام لأعمال فيدياس. وما يثنون عليه بشكل خاص هو الروح الأخلاقية لأعماله بالمقارنة مع المدارس اللاحقة. يذكر كل من باوسانياس وبلوتارخ تصويره لأثينا أريا المحاربة. يصف ديمتريوس تماثيله بأنها سامية ودقيقة وفي الوقت نفسه.
لا يعرف الكثير عن حياة فيدياس أكثر من أعماله. كان أول تفويض له هو نحت صور مجموعة من الأبطال القوميين منهم ميلتيادس الأصغر كشخصية مركزية.
في عام 447 قبل الميلاد، كلفه السياسي الأثيني الشهير، بريكليس، بنحت العديد من المنحوتات لأثينا للاحتفال بالنصر اليوناني ضد الفرس في معركة ماراثون خلال الحروب اليونانية الفارسية (490 قبل الميلاد). استخدم بريكليس بعض الأموال من الحلف الديلي لإعادة بناء أثينا وتزيينها احتفالا بهذا النصر. ذكرت النقوش أن الكتل الرخامية المخصصة للتماثيل التجريبية في البارثينون لم يتم جلبها إلى أثينا حتى عام 434 قبل الميلاد، وربما كان هذا بعد وفاة فيدياس. ولذلك فمن الممكن أن معظم الزخارف النحتية في البارثينون كانت عن عمل ورشة فيدياس بما في ذلك تلاميذه مثل ألكامينيس وأغوراكريتوس.
تم تمثيل النسبة الذهبية بالحرف اليوناني {\displaystyle \varphi }(فاي)، وقيل أن فيدياس هو الذي استخدمها.

## أعمال أولى
أقدم أعمال فيدياس كانت تكريما لذكرى ماراثون واحتفالا بالنصر اليوناني. في دلفي صنع مجموعة كبيرة من تماثيل البرونز بما في ذلك شخصيات الآلهة اليونانية أبولو وأثينا، والعديد من أبطال أتيكا والجنرال ميلتيادس الأصغر. شيد فيدياس على الأكروبول في أثينا تمثال برونزي ضخم لأثينا، وعرف اسم أثينا بروماخوس، وكان مرئيا من البحر. كانت أثينا إلهة الحكمة والمحاربين وحامية أثينا. صنع فيدياس تمثالين آخرين لأثينا، أحدهما في بيليني في أخايا، والآخر في بلاتايا، وكذلك تمثال للإلهة أفروديت من العاج والذهب لأهل إليس.

## زيوس في أوليمبيا وأثينا بارثينوس
بالنسبة إلى الإغريق القدماء، هناك عملان لفيدياس يفوقان كل منهما الآخر، تمثال ضخم لزيوس (حوالي 432 قبل الميلاد) أقيم في معبد زيوس في أولمبيا، وأثينا بارثينوس (حرفيا «أثينا العذراء»)، وهو تمثال للإلهة اليونانية أثينا كان موجودا في البارثينون في أثينا. تعود كلا المنحوتتان إلى منتصف القرن الخامس قبل الميلاد. تم صنع عدد من النسخ المقلدة والأعمال المستوحاة منهما، سواء قديما أو في العصر الحديث.
اتهم فيدياس بالاختلاس عند الانتهاء من نحت تمثال أثينا بارثينوس. ووجهت إليه تحديدا تهمة تقليل كمية الذهب التي كان من المفترض أن تستخدم في التمثال والاحتفاظ بالبقية لنفسه. يكتب بلوتارخ أن فيدياس سجن ومات في السجن. لكن فيلوخوروس يقول إن فيدياس ذهب إلى إليس، حيث عمل على تمثال ضخم لزيوس في أولمبيا. يبدو أن تهمة الاختلاس كانت ذات دوافع سياسية، وذلك نتيجة صداقته مع بريكليس الذي كان له العديد من الأعداء في أثينا.
من أواخر القرن الخامس قبل الميلاد، وجدت نسخ صغيرة من تمثال زيوس على العملات المعدنية من إليس، والتي تعطي فكرة عامة عن وضع التمثال وشكل الرأس. كان الإله جالسا على العرش، وكان كل جزء منه يشكل جزءا من الزينة. كان جسده من العاج ورداؤه من الذهب. كان رأسه من الطراز القديم، وذلك بمقارنته مع تمثال زيوس الموجود في أوتريكولي، والذي يُنظر إليه كنسخة من رأس التمثال الأولمبي، حيث يرجع أسلوبه إلى أكثر من قرن لاحق من الزمان.
وفقا للجغرافي باوسانياس، تم صنع تمثال أثينا الليمنية البرونزي الأصلي على يد فيدياس بين حوالي عامي 450-440 قبل الميلاد، وذلك للأثينيين الذين يعيشون في ليمنوس. ووصف بأنه «أفضل أعمال فيدياس كلها». رأى أدولف فورتوينغلر أنه وجد نسخة من أثينا ليمينا في تمثال يقع فيه الرأس في بولونيا والجسد في درسدن. تم العثور على بعض القطع من القرن الخامس قبل الميلاد في مدينة أثينا. جذع تمثال أثينا موجود في مدرسة الفنون الجميلة في باريس، ولكن الرأس ضاع، وهو يعطي بعض الأفكار عما قد يبدو عليه التمثال الأصلي.

## فلسفته
كان فيدياس سفسطائيًا بل من قادة الحركة السفسطائية وقادة الحزب الديمقراطي في أثينا الذي نشأ بعد أن هزم الفلاحين والحرفيين الفرس في معركة سلاميس البحرية عام 480 ق.م فأثبتوا وجودهم للطبقة الاوليغارشية وتعزز النظام الديمقراطية وتشكلت غالبية المجالس الشعبية منهم.
ظهرت الطبقة الديمقراطية على المسرح السياسي كطبقة جديدة، وكانت بأمس الحاجة إلى التعبير عن مثلها وقيمها الجديدة كي تستطيع الصمود. أما خصومها فكانوا يتحينون الفرصة للانقضاض عليها، مما أدى إلى ظهور الحركة السفسطائية معبرة عن تطلعات ومطامح القوى الديمقراطية.
أضطهد فيدياس بسبب تبنيه لهذه الفلسفة فسجن حتى مات مثله مثل غيره من قادة الحزب الديمقراطي ومفكريه كبروتاجوراس الذي طرد من أثينا وأحرقت مؤلفاته أو هيبياسي الذي قتل.

## إعادة اكتشاف ورشة فيدياس

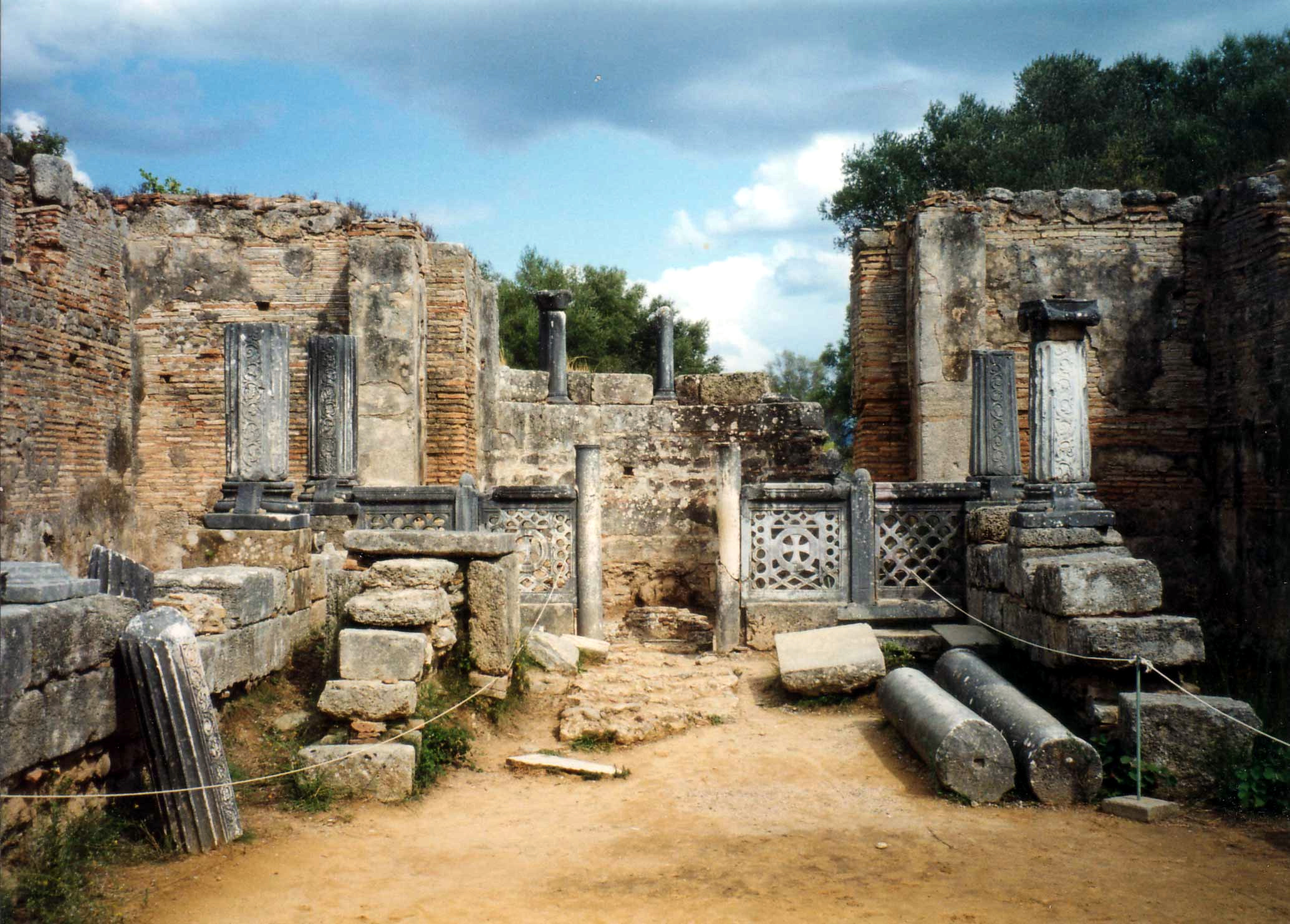
صورة (2005) لورشة فيدياس في أولمبيا

حدث تقدم هام في معرفة منهجية عمل فيدياس خلال أعوام 1954–1958 بعد التنقيب على ورشته في أوليمبيا حيث صنع فيدياس تمثال زيوس في أولمبيا. عثر هنا على أدوات وقوالب من الطين وفنجان نقش على قاعه عبارة «فيديو إيمي» "Φειδίου εἰμί" – «أنا ملك فيدياس»، فقط قال باوسانياس أن بناء التمثال تم هنا. وقد مكن هذا الاكتشاف علماء الآثار من إعادة إنشاء التقنيات المستخدمة في صنع التمثال وتأكيد تاريخه.

## الوفاة
هناك سجلان متناقضان عن وفاة فيدياس. قال بلوتارخ انه كان هدفا لهجوم أعداء بريكليس السياسيين، وتوفي في السجن في أثينا. بينما ذكر فيلوخوروس، نقلا عن شاهد عن أرسطوفانيس، تم إعدامه من قبل أهل إليس بعد أن أكمل تمثال زيوس لهم. (دائرة المعارف البريطانية 1911)

## معرض

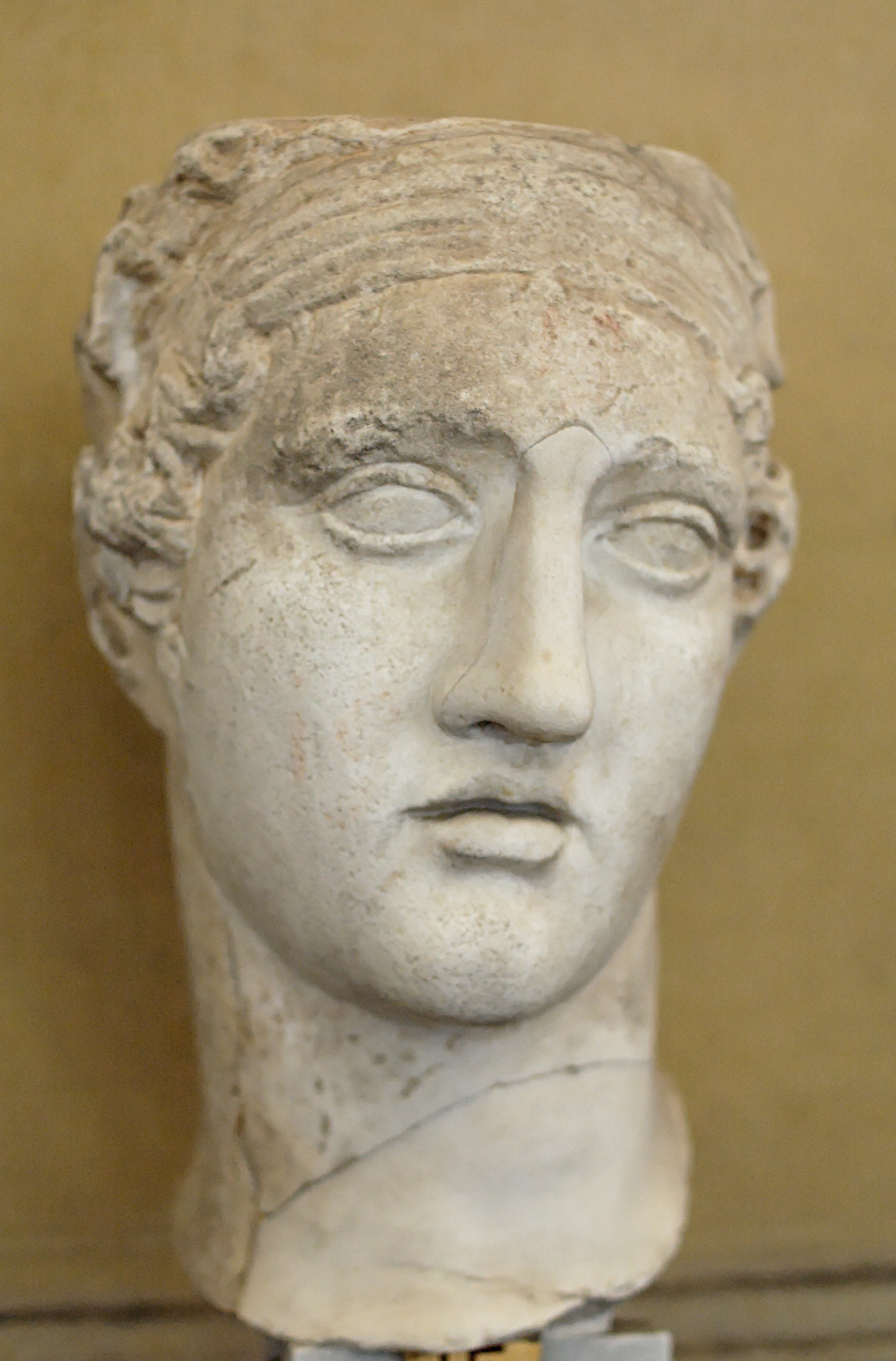
رأس أفروديت. أسلوب فيدياس
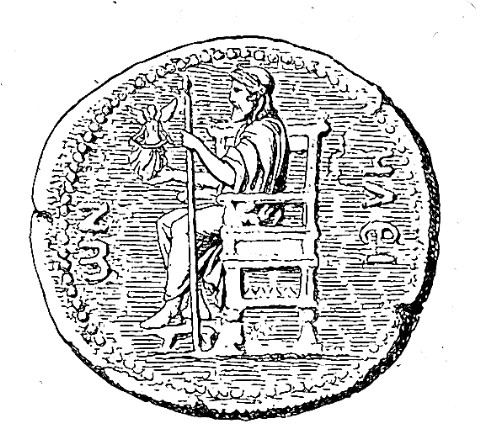
تمثال زيوس في أولمبيا وهو ممثل على عملة
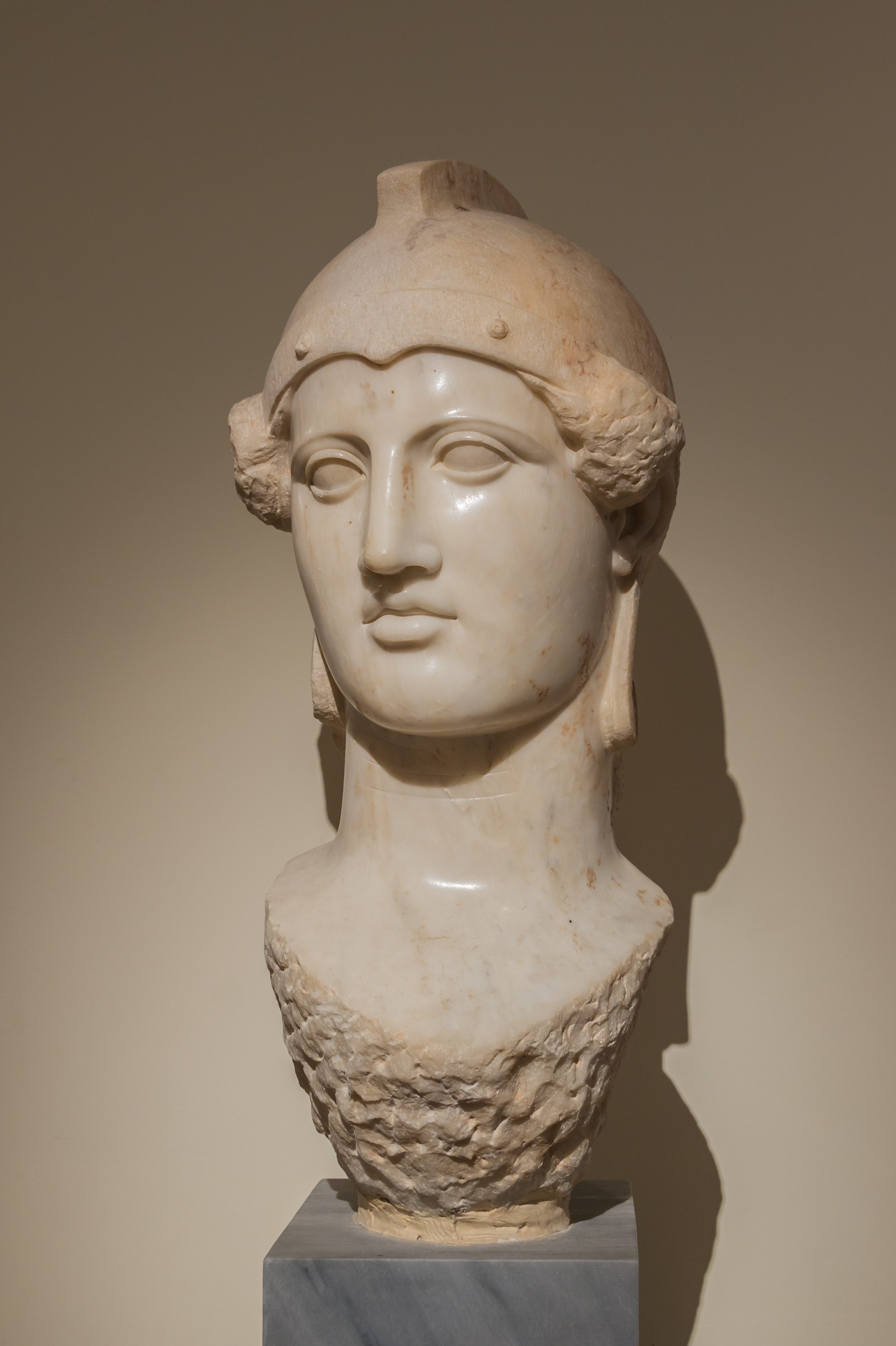
نسخة من عمل لفيدياس أو أحد تلاميذه: رأس أثينا، عثر عليه حول بنيكس، وهو موجود الآن في المتحف الأثري الوطني في أثينا
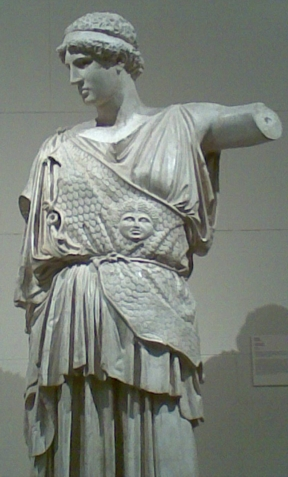
إعادة بناء تمثال أثينا الليمنية، درسدن
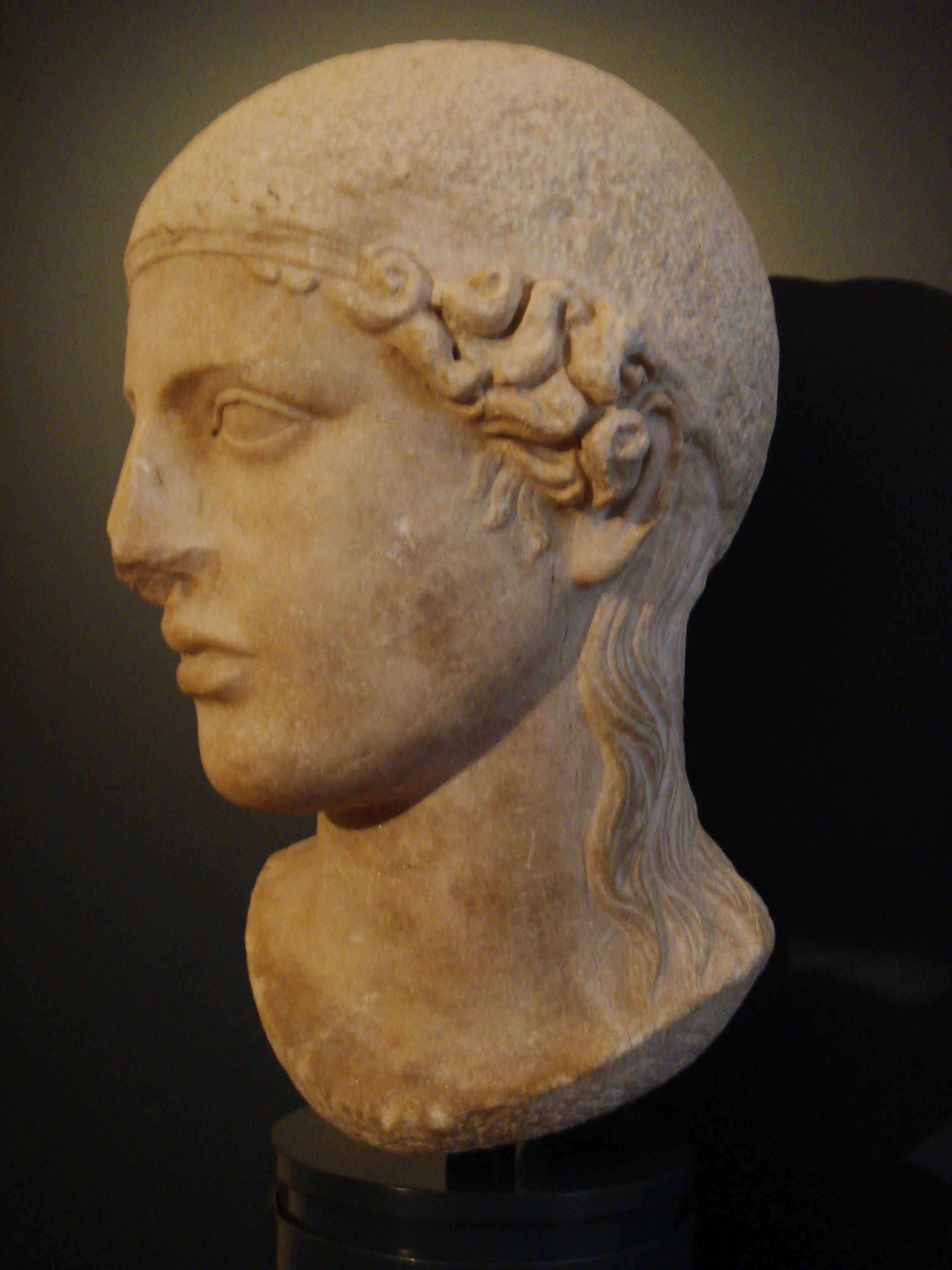
رأس أثينا، نسخة رومانية
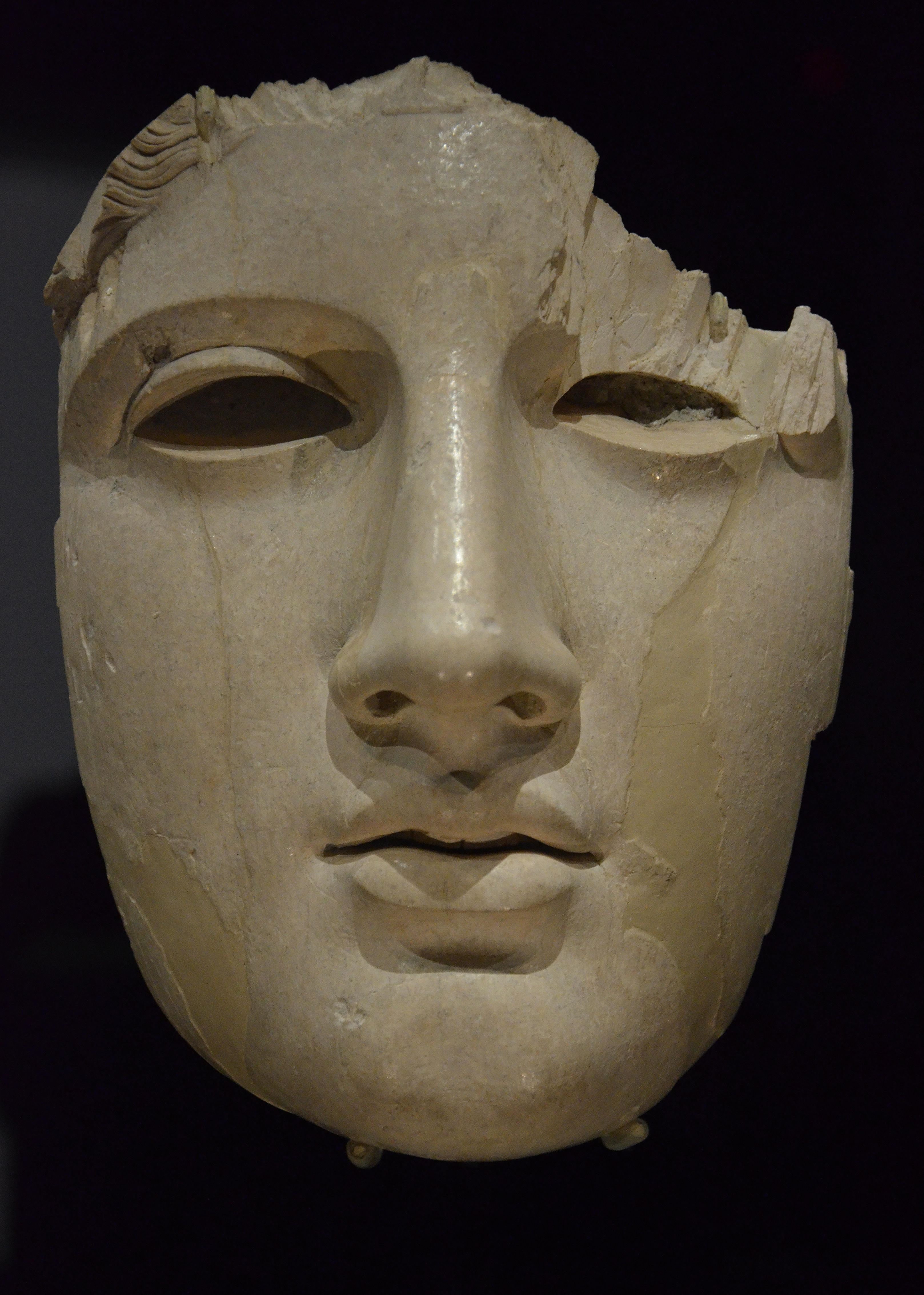
رأس آبولو العاجي، ربما تم نحته على يد فيدياس، نهبه بيترو كاساسانتا عام 1995 وأعيد إلى إيطاليا عام 2003.